# Erik Piper (1772–1833)
Erik Piper, född 1 januari 1773 i Stockholm, död 12 maj 1833 i Stockholm, var en svensk militär.

## Biografi
Erik Piper föddes 1773 i Stockholm. Han var son till Carl Gustaf Piper. Piper blev 30 maj 1781 fänrik vid Södermanlands regemente, 9 september 1783 kornett vid Lätta dragonregementet, 25 januari 1793 löjtnant vid Livhusarrgementet eller Lätta Livdragonregementet. Han blev 11 maj 1795 stabsryttmästare, 1802 kammarherre hos drottningen och 3 april 1803 major och överadjutant. Han tog 13 november 1807 avsked ur krigstjänsten och utnämndes 28 januari 1815 till riddare av Nordstjärneorden. Piper blev 28 juni 1816 överkammarherre hos drottningen och utnämndes 19 juni 1823 till kommendör av Nordstjärneorden. Han avled 1833 i Stockholm och begravdes i ett gravkapell vid Sövdeborg.

### Egendom
Piper ägde Sövdeborg och Snogeholm i Sövde socken.

### Familj
Erik Piper gifte sig 29 december 1805 i Stockholm med överhovmästarinnan hos kronprinsessan Josefine Elisabet Charlotta Ruuth (1787–1860), dotter till generalguvernören Eric Ruuth och Elisabet Charlotta Wahrendorff. De fick tillsammans barnen löjtnanten Erik Carl Piper (1807–1849) och Hedvig Elisabet Lovisa Piper (1809–1813).